# Anacleto Bento Ferreira

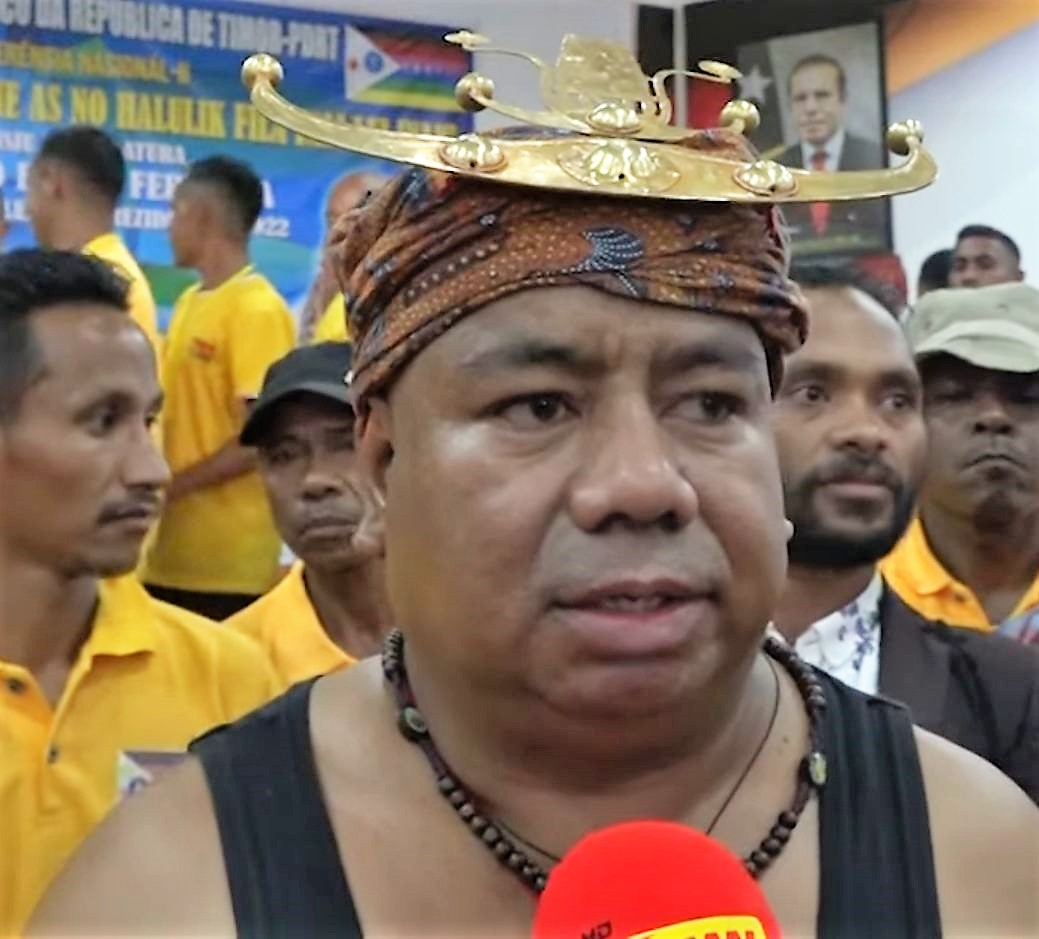
Anacleto Bento Ferreira bei der Nominiserung als Präsidentschaftskandidat 2022

Anacleto Bento Ferreira (* 14. Dezember 1971) ist ein osttimoresischer Jurist, Beamter und Politiker. Er ist Mitglied der Partido Democrática Republica de Timor (PDRT).

## Werdegang
Wie sein Cousin Elizário Ferreira war Anacleto Sekretär der 1986 gegründeten Frente Iha Timor Unidos Nafatin (FITUN), einer Unabhängigkeitsgruppe von Jugendlichen, die sich gegen die indonesische Besatzung richtete. 1991 nahm er an der Demonstration teil, die im Santa-Cruz-Massaker endete. Er steht auf der Liste von Personen, die danach im Krankenhaus behandelt wurden. Ab 1992 war Ferreira bei der RENETIL in Indonesien aktiv, wo er die Katholische Universität Widya-Karya besuchte. Er musste das Studium aber abbrechen und ging nach Portugal, wo er ab 1995 der RENETIL-Repräsentant an der Universität Porto wurde. Ab 1996 studierte Ferreira Jura an der Universität Coimbra, war 1998 Mitgründer der Académicos Timorenses de Coimbra (ATC), schloss aber erneut das Studium nicht ab. Stattdessen absolvierte er von 1999 bis 2001 einen Kurs in Informatikmanagement an der Universität der Algarve. Von 2003 bis 2008 arbeitete Ferreira in Großbritannien, dann kehrte er nach Osttimor zurück.
Als IT-Experte und Übersetzer arbeitete Ferreira für verschiedene öffentliche Stellen. 2012 erhielt er einen Abschluss in Jura von der Universidade da Paz (UNPAZ). Von 2013 bis 2015 war er Stabschef beim Staatssekretariat für Umwelt 2016 Berater und Stabschef im Handelsministerium und bis 2017 Berater und Stabschef im Sozialministerium und Bildungsministerium.
Seit 2019 ist Ferreira Generalsekretär des Roten Kreuz Osttimor (CVTL) und arbeitet daneben weiter als Übersetzer. Am 4. Oktober 2021 wurde er als Kandidat für die Ausbildung zum öffentlichen Pflichtverteidiger zugelassen.
Am 30. Januar stellte die PDRT Ferreira als Kandidaten für die Präsidentschaftswahlen in Osttimor 2022 auf. Ferreira schied in der ersten Runde der Wahlen aus. Er hatte 13.205 Stimmen (2,0 %) erhalten.

## Sonstiges
Ferreira spricht neben Tetum Portugiesisch, Englisch und Indonesisch. Er ist verheiratet.